# Strijkkwartet in D majeur
Het Strijkkwartet in D majeur van Niels Gade werd geschreven tussen juli 1887 en juni 1889. De componist was 70 jaar toen hij aan dit werk begon, maar toch ging het componeren niet eenvoudig. Zowel het originele eerste als derde deel werden vervangen, na uitvoerig reparatiewerk. Net als de andere drie pogingen kwam het werk nauwelijks op de lessenaar. Toen collegacomponist Louis Glass het naar de muziekuitgeverij Breitkopf & Härtel bracht, was dat eigenlijk het enige teken van leven. Het verscheen in april 1890, in december van dat jaar overleed de componist. Zijn vierde poging tot strijkkwartet had Strijkkwartet nr. 1 kunnen zijn, het bleef een officieuze titel.
Het kwartet heeft vier delen: 
1. Allegro moderato
2. Allegro vivace
3. Andante poco lento
4. Finale. Allegro con brio